# (2537) Gilmore
(2537) Gilmore es un asteroide perteneciente al cinturón de asteroides, descubierto el 4 de septiembre de 1951 por Karl Wilhelm Reinmuth desde el Observatorio de Heidelberg-Königstuhl, Alemania.

## Designación y nombre
Designado provisionalmente como 1951 RL. Fue nombrado Gilmore en honor a los astrónomos neozelandeses Pamela M. Kilmartin y Alan C. Gilmore.